# Lukuledifloden
Lukuledifloden är en flod i sydöstra Tanzania.
15-18 oktober 1917 utspelades ett intensivt fältslag i Mahiwa och Nyangao, vid Lukuledifloden väst om Mtama, under det Östafrikanska fälttåget.